# Daphnia lacustris
Daphnia lacustris är en kräftdjursart som beskrevs av Georg Ossian Sars 1862. Daphnia lacustris ingår i släktet Daphnia, och familjen Daphniidae. Arten är reproducerande i Sverige.